# پاملا تیفین

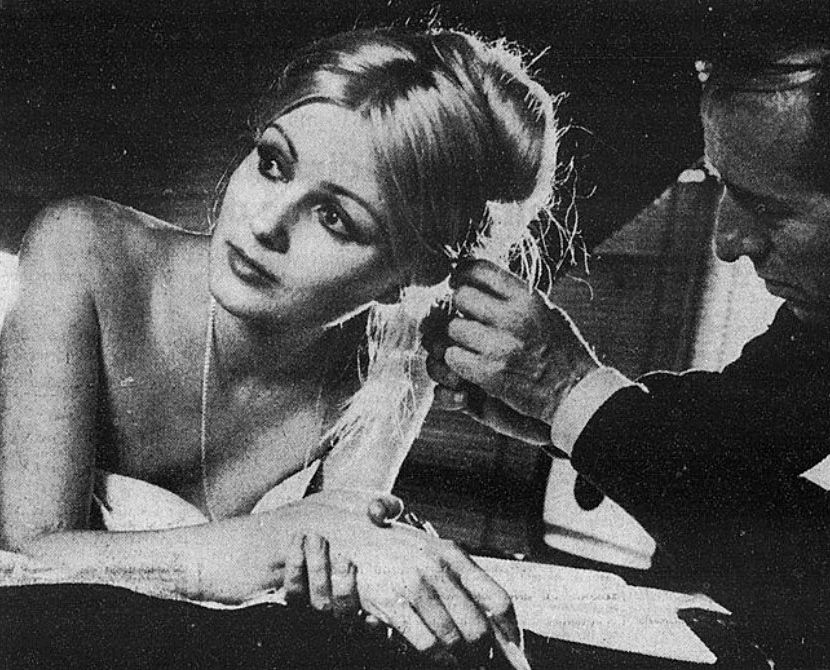
تیفین در صحنه‌ای از فیلم بند پنجم محصول ۱۹۷۱

 پاملا تیفین (انگلیسی: Pamela Tiffin Wonso؛ زادهٔ؛ ۱۳ اکتبر ۱۹۴۲ – درگذشتۀ؛ ۲ دسامبر ۲۰۲۰) یک هنرپیشه اهل ایالات متحده آمریکا بود که بین سال‌های ۱۹۶۰ تا ۱۹۸۹ میلادی فعالیت می‌کرد.

## بخشی از فیلمشناسی
از فیلم‌ها یا برنامه‌های تلویزیونی که وی در آن نقش داشته‌است می‌توان به آثار زیر اشاره‌کرد.
- جویندگان لذت (درجستجوی لذت) (۱۹۶۴)
- برای آن‌ها که جوان فکر می‌کنند (۱۹۶۴)
- تابستان و دود (۱۹۶۱)
- با من پرواز کن (۱۹۶۳)
- ویوا مکس (۱۹۶۹)
- هارپر (۱۹۶۶)
- مرد، زن و پول (۱۹۶۵)
- یک، دو، سه (۱۹۶۱)
- مرا شکنجه کن اما با بوسه‌ها بکش (۱۹۶۸)
- فرشته مقرب (۱۹۶۹)
- بند پنجم (۱۹۷۱)
- هیچ‌کس متوجه نخواهد‌شد که شما برهنه هستید (۱۹۷۱)
- به بانو تجاوز شده است (۱۹۷۳)
- قهرمانان (۱۹۶۸)
- فراری (مجموعه تلویزیونی ۱۹۶۳)
- سه سکه در چشمه (فیلم)

## مرگ
تیفین در ۲ دسامبر ۲۰۲۰ در بیمارستانی در منهتن در سن ۷۸ سالگی، به دلایل طبیعی درگذشت.